# Operation Catherine
Operation Catherine var en foreslået Royal Navy-operation i Østersøen under 2. verdenskrig. Operationen skulle have fundet sted i starten af 1940.  Operationen havde til formål at blokere tysk søhandel med Sovjetunionen, Sverige, Finland, Estland og Letland. Fokus var især at standse den svenske eksport af jernmalm til Tyskland.
Den drivende strategiske kraft bag operationen var First Lord of the Admiralty Winston Churchill og planlægningen af selve operationen blev foretaget af Admiral of the fleet Lord Cork.

## Planen
Churchills plan forudsagde en betydelig flådestyrke: Tre slagskibe af Revenge-klassen, et hangarskib, fem krydsere, to flotiller destroyere, undervandsbåde og støtteskibe. Slagskibene skulle i så fald undergå omfattende ombygninger for at kunne modstå luft- og ubådsangreb samt kunne besejle den lavvandede Østersø.
HMS Royal Sovereign skulle efter planen udstyres med kæmpe ballasttanke på hver side af skroget for at forøge skibets opdrift (og reducere skibets dybgang). Skibet bredde ville blive forøget fra 27 meter til 42,7 meter samt mindske skibets dybgang med 3 meter. Dette var på trods af tilføjelse af 100-130 mm dækspansring (omkring 2.000 ton) I denne konfiguration ville skibet kun bibeholde to af skibets fire primære kanontårne med 381 mm kanoner, samt have en maksimal fart på 13-14 knob.
Foruden afbrydelsen af den krigsessentielle import af svensk jernmalm, håbede Churchill at operationen kunne anspore de skandinaviske lande til at indgå aktivt i krigen på britisk side.

## Modstand mod planen
First Sea Lord Admiral Sir Dudley Pound var modstander af planen. Han havde flere årsager til at være skeptisk. Den nødvendige pansring af skibene betød et stort indhug i de britiske panserlagre, som også skulle bruges til mange andre skibe og køretøjer. Royal Navy havde hårdt brug for alle sine slagskibe, især i Middelhavet og Fjernøsten hvor man frygtede at Italien og Japan skulle erklære krig. Derudover ville tabet af en sådan flådestyrke være katastrofalt for Storbritanniens moral og samtidig være et enormt kup for Joseph Goebbels propagandaministerium.

## Beslutningen
På trods af disse argumenter, fortsatte Churchill med at presse hårdt på for gennemførslen af Operation Catherine. Pound undgik direkte at konfrontere Churchill, og fortsatte planlægningen som beordret. Han forsatte dog løbende med at pointere problemer og udfordringer med operationen. Den 20 januar 1940 besluttede Churchill sig for at skrinlægge operationen.